# Antrocephalus peraustralis
Antrocephalus peraustralis är en stekelart som först beskrevs av Girault 1915.  Antrocephalus peraustralis ingår i släktet Antrocephalus och familjen bredlårsteklar. Inga underarter finns listade i Catalogue of Life.